# Liliana Komorowska
Liliana Głąbczyńska-Komorowska (ur. 11 kwietnia 1956 w Gdańsku) − polska aktorka, od lat 80. występująca w USA i Kanadzie.

## Życiorys
Jest córką Henryki Komorowskiej i Klaudiusza Głąbczyńskiego, tancerzy i choreografów. Jako artystycznego używa nazwiska panieńskiego swojej matki, Komorowska.
W 1979 roku ukończyła z wyróżnieniem Państwową Wyższą Szkołę Teatralną w Warszawie. 
Na ekranie pojawiła się po raz pierwszy w 1977 roku w filmie Śmierć prezydenta w epizodycznej roli siostrzenicy Gabriela Narutowicza. W telewizji zadebiutowała w 1979 roku, w spektaklu Teatru Telewizji Czarownice z Salem Artura Millera (reż. Zygmunt Hübner). Grana tam przez nią rola Abigail została uznana za najlepszy debiut aktorski na Festiwalu Twórczości Telewizyjnej w Olsztynie. Występowała na deskach warszawskiego Teatru Dramatycznego. Wystąpiła w takich inscenizacjach jak: Operetka Witolda Gombrowicza z Piotrem Fronczewskim, Britannicus Racine’a z Zofią Rysiówną, Śmierć Kubusia Fatalisty Diderota ze Zbigniewem Zapasiewiczem oraz Jak wam się podoba Williama Szekspira z Januszem Gajosem. W Wielkiej Brytanii, Stanach Zjednoczonych i Kanadzie Liliana Komorowska wystąpiła między innymi u boku takich aktorów, jak: Diana Rigg, Peter Weller, Donald Sutherland, Telly Savalas, Tom Selleck, Aidan Quinn czy Ben Kingsley.
W 2012 roku wyreżyserowała wielokrotnie nagradzany film dokumentalny Piękne i bestia (Beauty and the Breast) o kobietach walczących z rakiem piersi.

## Życie prywatne
Jest trzykrotną mężatką. Jej pierwszym mężem był muzyk Michał Urbaniak, drugim – Christian Duguay, z którym ma syna Sebastiana i córkę Natalię. Od 2006 roku do 2017 jej  mężem był Bernard Poulin.
Mieszka w Warszawie i Montrealu (Kanada), gdzie pracuje na scenach i planach filmowych prowincji Quebec.

## Filmografia
- 1977: Śmierć prezydenta jako siostrzenica Gabriela Narutowicza
- 1979: Hotel klasy lux jako Elżbieta
- 1979: Wściekły jako Ewa Okrzesik
- 1980: Krab i Joanna jako Joanna
- 1980: Kontrakt jako baletnica warszawskiej opery
- 1980: Kariera Nikodema Dyzmy jako hrabianka Czarska
- 1980: Czułe miejsca jako kobieta w oknie
- 1981: Białe tango jako kochanka Pawłowicza (odc. 7)
- 1982: Austeria jako Jewdocha
- 1982: 07 zgłoś się jako Ławrecka (odc. 14: Hieny)
- 1983: Incydent na pustyni
- 1983: Planeta krawiec jako Lola
- 1989: Jej alibi jako Laura
- 1987: The Assignment
- 1995: Tajemnica Syriusza jako Landowska
- 1997: Nie ufaj nikomu jako Katherine Whitmore
- 2000: Zasady walki jako Jenna Novak
- 2001: Królewski skandal jako Irene Adler
- 2002: Ekstremiści jako Yana
- 2003: Hitler: Narodziny zła jako baronowa
- 2008−2009: Teraz albo nigdy! jako Łucja Jasnyk
- 2009: Mniejsze zło jako redaktorka
- 2011: Trauma (serial telewizyjny) jako Natalia (sezon 2, odc. 10)
- 2012, 2014, 2019: Na dobre i na złe (serial telewizyjny) jako Wanda Falkowicz
- 2012: Reguły gry (serial telewizyjny) jako sąsiadka (odc. 4)
- 2012: Omertà jako Déborah
- 2013-2014: Blondynka jako Bogusia Mąka vel Bella Montero (odc. 14-27)
- 2015: Excentrycy, czyli po słonecznej stronie ulicy jako gospodyni balu sylwestrowego
- 2018: The Perfect Kiss jako Barbara, matka Tanyi
- 2019: Christmas with a Prince: Becoming Royal jako królowa Olivia
- 2021: Pajęczyna jako kapitan Ewa Wolańska